# أتليتيكو بوكارامانغا
أتليتيكو بوكارامانغا هو نادي كرة قدم كولومبي أٌسس عام 1949. يلعب النادي في الدوري الإسباني لكرة القدم للسيدات.